# Abe Lenstra Stadion
El Abe Lenstra Stadion es un estadio de fútbol de los Países Bajos ubicado en la ciudad de Heerenveen, en la provincia de Frisia.
El estadio fue inaugurado el 20 de agosto de 1994 y fue nombrado así en honor al futbolista de esta ciudad y jugador del SC Heerenveen, Abe Lenstra.